# Софі Крель
Софі Крель (22 вересня 1995 , Німеччина ) — німецька лижниця, срібна призерка Олімпійських ігор 2022 року.

## Результати за кар'єру

### Олімпійські ігри
| Рік  | Вік | 10 км індивідуальні пер. | 15 км скіатлон | 30 км мас-старт | Спринт | 4 × 5 км естафета | Командна першість спринт |
| ---- | --- | ------------------------ | -------------- | --------------- | ------ | ----------------- | ------------------------ |
| 2022 | 26  | —                        | 17             | —               | 11     | Срібло            | —                        |

### Чемпіонати світу
| Рік  | Вік | 10 км індивідуальні пер. | 15 км скіатлон | 30 км мас-старт | Спринт | 4 × 5 км естафета | Командна першість спринт |
| ---- | --- | ------------------------ | -------------- | --------------- | ------ | ----------------- | ------------------------ |
| 2017 | 21  | —                        | 16             | —               | 17     | —                 | —                        |
| 2019 | 23  | —                        | 25             | —               | 28     | —                 | —                        |
| 2021 | 25  | —                        | —              | 22              | 23     | —                 | 9                        |

### Кубки світу

#### Підсумкові місця в Кубку світу за роками
| Сезон | Вік | Місце в дисципліні | Місце в дисципліні | Місце в дисципліні | Місце в дисципліні | Місце в Скі Тур | Місце в Скі Тур | Місце в Скі Тур | Місце в Скі Тур   |
| Сезон | Вік | Загалом            | Дистанція          | Спринт             | Ю-23               | Nordic Opening  | Тур де Скі      | Скі Тур 2020    | Фінал Кубка світу |
| ----- | --- | ------------------ | ------------------ | ------------------ | ------------------ | --------------- | --------------- | --------------- | ----------------- |
| 2017  | 21  | 72                 | 64                 | 62                 | 11                 | —               | НФ              | Н/Д             | —                 |
| 2019  | 23  | 88                 | НК                 | 54                 | Н/Д                | —               | —               | Н/Д             | —                 |
| 2020  | 24  | 57                 | 57                 | 40                 | Н/Д                | 31              | НФ              | —               | Н/Д               |
| 2021  | 25  | 51                 | 61                 | 23                 | Н/Д                | 37              | НФ              | Н/Д             | Н/Д               |